# Calliandra duckei
Calliandra duckei es una especie americana perteneciente a la subfamilia de las Mimosóideas dentro de las leguminosas (Fabaceae).

## Distribución
Es originaria de Brasil donde se encuentra en la Caatinga, distribuida por  Pernambuco.

## Taxonomía
Calliandra duckei fue descrita por  Rupert Charles Barneby  y publicado en Memoirs of the New York Botanical Garden 74(3): 95, 97. 1998.
Etimología
Calliandra: nombre genérico derivado del griego kalli = "hermoso" y andros = "masculino", refiriéndose a sus estambres bellamente coloreados.
duckei: epíteto